# Styringomyia labuanae
Styringomyia labuanae är en tvåvingeart som beskrevs av Hynes 1987. Styringomyia labuanae ingår i släktet Styringomyia och familjen småharkrankar. Inga underarter finns listade i Catalogue of Life.